# K Sint-Niklase SKE
Koninklijke Sint-Niklase Sportkring Excelsior – belgijski klub piłkarski z siedzibą w mieście Sint-Niklaas, działający w latach 1920–2000,  grający niegdyś w pierwszej lide belgijskiej.

## Historia
Klub został założony w 1920 roku jako Football Club Beerschot. W 1945 roku klub wywalczył historyczny awans do pierwszej ligi belgijskiej. W sezonie 1945/1946 zajął w niej 13. miejsce, a w sezonie 1946/1947 – 18. miejsce, przez co spadł z niej. Do pierwszej ligi powrócił w sezonie 1984/1985. Zajął wówczas 17., przedostatnie miejsce i został zdegradowany do drugiej ligi. W 2000 roku klub został wchłonięty przez KSC Lokeren tworząc KSC Lokeren Oost-Vlaanderen.

## Historyczne nazwy
- 1920 – Football Club Beerschot
- 1921 – Voetbalvereeniging Beerschot Sint-Niklaas
- 1922 – Sint-Niklaassche Sportkring
- 1947 – Sint-Niklaasse SK
- 1951 – K. Sint-Niklaasse SK
- 1974 – K. Sint-Niklase SK
- 1989 – K. Sint-Niklase SK Excelsior

## Historia występów w pierwszej lidze
| Sezon     | Pozycja      | M  | Pkt. | Z  | R | P  | GZ | GS  |
| --------- | ------------ | -- | ---- | -- | - | -- | -- | --- |
| 1945/1946 | 13.          | 36 | 32   | 13 | 6 | 17 | 47 | 67  |
| 1946/1947 | 18. (spadek) | 36 | 26   | 11 | 4 | 21 | 53 | 102 |
| 1984/1985 | 17. (spadek) | 34 | 21   | 6  | 9 | 19 | 42 | 78  |

## Reprezentanci kraju grający w klubie
Stan na czerwiec 2015
| - Nico Claesen - Chris Janssens - François Janssens - Georges Leekens - Albert Michiels - Paul Theunis - Roger Van Gool - Julien Van Puymbroeck - Auguste Van Steelant | - Daniel Veyt - Robert Weyn - Djamel Zidane - Camille Muzinga - Seyfo Soley - Fodé Camara - Souleymane Oularé - Johnny Dusbaba - Salif Keïta |